# Theligonum

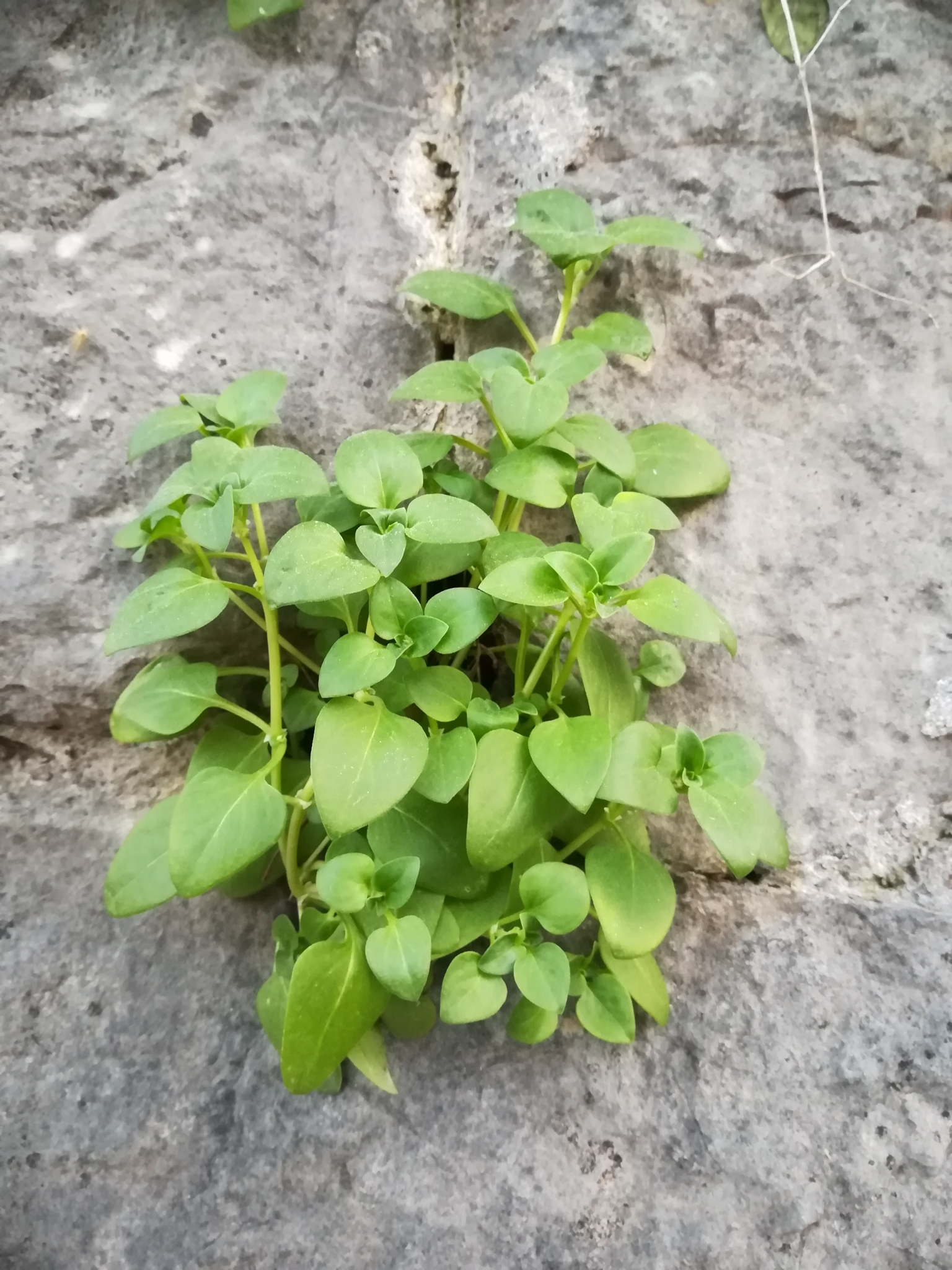
Herba molla (Theligonum cynocrambe)

Theligonum és un gènere de plantes angiospermes de la família de les rubiàcies (Rubiaceae). Són plantes natives de la zona que envolta la Mediterrània i de la Xina central i del sud-est i del Japó. Només l'espècie Theligonum cynocrambe es troba als Països Catalans.

## Descripció
Són plantes herbàcies monoiques anuals o perennes. Les fulles són peciolades, una mica siculentes amb el marge enter i es disposen de manera alternada a la part superior i oposada a la inferior de les tiges. Les flors apareixen a les axil·les superiors, poden solitàries o formar inflorescències cimoses de fins a tres unitats. Les flors masculines són sèssils, el periant lobulat, pot tenir entre 2 i 5 lòbuls. L'androceu és format per entre 6 i 30 estams amb anteres lineals. Les flors femenines són subsèssils, amb el periant tubular amb entre 2 i 4 lòbuls a la part superior. Al gineceu] l'ovari és ínfer, monolocular i amb un sol òvul de placentació basal. El fruit és una drupa, amb la llavor en forma d'U.

## Taxonomia
Aquest gènere va ser publicat per primer cop l'any 1753 al segon volum de l'obra Species Plantarum del botànic suec Carl von Linné (1707-1778).
Als sistemes de classificació antics, com ara els sistemes Cronquist (1981) i Takhtadjan (1997) es reconeixia la família monotípica Theligonaceae, i on el gènere Theligonum contenia tres espècies en el cas del primer.

### Espècies
Dins del gènere Theligonum es reconeixen les quatre espècies següents:
- Theligonum cynocrambe L.
- Theligonum formosanum (Ohwi) Ohwi & T.S.Liu
- Theligonum japonicum Ôkubo & Makino
- Theligonum macranthum Franch.